# Передаточное отношение
Передаточное отношение — отношение между угловыми скоростями, либо крутящими моментами валов (в передачах), либо перемещениями (линейным или угловым). Понятие применяется в машиностроении (передачи), теории механизмов и машин, метрологии.
Ввиду большой распространённости редукторов, термин чаще всего применяют в смысле передаточного отношения механических передач. Но несмотря на отличие этого термина от передаточного числа, некоторые авторитетные издания допускают путаницу в этом вопросе.

## Передаточное отношение зубчатой и цепной передачи

Данная зубчатая передача состоит из двух зубчатых колёс с числом зубьев (z) в 10 (малое) и 28 (большое).
В зависимости от того, какое зубчатое колесо является ведущим, передаточное отношение данной передачи будет либо 2.8 (ведущее колесо — малое), либо 0.357 (ведущее колесо — большое). В первом случае передача понижающая (редуктор), во втором — повышающая (мультипликатор).
Передаточное число данной передачи равно 2.8 независимо от того, какое зубчатое колесо ведущее

Отношение угловой скорости (ω) ведущего зубчатого колеса к угловой скорости ведомого зубчатого колеса. Определение одинаково справедливо для любых типов зубчатых передач — цилиндрических, конических, гиперболоидных. Обозначение — i.
Передаточное отношение любых зубчатых и цепных передач можно определить без замеров угловых скоростей в движении, зная лишь числа зубьев всех зубчатых колёс, составляющих передачу. В общем случае для передачи из двух зубчатых колёс справедлива формула: 
{\displaystyle i_{12}={\frac {\omega _{1}}{\omega _{2}}}={\frac {z_{2}}{z_{1}}}} — то есть, число зубьев ведомого зубчатого колеса делится на число зубьев ведущего зубчатого колеса (не наоборот).

#### Понижающая передача
Зубчатая передача, в которой угловая скорость ведомого зубчатого колеса меньше угловой скорости ведущего зубчатого колеса. Передаточное отношение понижающей передачи всегда больше единицы. То же самое, что редуктор.

#### Повышающая передача
Зубчатая передача, в которой угловая скорость ведомого зубчатого колеса больше угловой скорости ведущего зубчатого колеса. Передаточное отношение повышающей передачи всегда меньше единицы. То же самое, что мультипликатор.

#### Передаточное число
Передаточное число — отношение числа зубьев большего зубчатого колеса к числу зубьев меньшего зубчатого колеса. Справедливо только для пары зацепления (зацепления только из двух зубчатых колёс). Ввиду большего числителя дроби, передаточное число больше или равно (если число зубьев совпадает) единице. Из определения следует, что передаточное число является частным случаем передаточного отношения для одноступенчатого зубчатого редуктора (понижающая передача), причём передаточное число всегда беззнаковое.
u = zБ / zМ,
где:
zБ — число зубьев большей шестерни зубчатого колеса;
zМ — число зубьев меньшей шестерни зубчатого колеса.

## Передаточное отношение вариатора
Отношение частоты вращения (или угловой скорости) входного вала вариатора к частоте вращения (или угловой скорости) выходного вала вариатора. Передаточное отношение вариатора не фиксировано и может изменяться в пределах т.н. диапазона регулирования вариатора.

## Передаточное отношение гидротрансформатора/гидромуфты
Отношение частоты вращения (или угловой скорости) выходного звена к частоте вращения (или угловой скорости) входного звена. Передаточное отношение гидродинамической передачи не фиксировано и может изменяться в пределах т.н. диапазона регулирования.

## Теория механизмов и машин
В теории механизмов и машин, передаточным отношением звена или механизма называют отношение угловых скоростей (либо мгновенных перемещений, в случае линейного передаточного числа механизма) входного и выходного звеньев. Таким образом, отличие здесь в том, что потери механизма не учитываются (нулевые), и в некоторых случае, соотношение меняется при работе механизма (передаточное отношение при работе кривошипно-шатунного механизма). Формула для угловых координат:
{\displaystyle i={\frac {\omega _{1}}{\omega _{2}}}}, где
{\displaystyle \omega _{1},\omega _{2}} — угловые скорости звеньев.
В рядовых механизмах общее передаточное отношение равняется произведению частных.

## Метрология
Передаточное отношение — отношение линейного или углового перемещения указателя к изменению измеряемой величины, вызвавшей такое перемещение.